# Liste der Monuments historiques in Cénac
Die Liste der Monuments historiques in Cénac führt die Monuments historiques in der französischen Gemeinde Cénac auf.

## Liste der Bauwerke
| Bezeichnung     | Beschreibung                  | Standort | Kennzeichnung | Schutzstatus | Datum | Bild |
| --------------- | ----------------------------- | -------- | ------------- | ------------ | ----- | ---- |
| Kirche St-André | Erbaut im 11./12. Jahrhundert | (Lage)   | PA00135177    | Inscrit      | 1995  |      |